# Слагтера
Слагтера (енгл. Slugterra) канадска је анимирана серија чији је творац Шаф Фајпки. Прва епизода емитовала се 3. септембра 2012. године на Дизни Екс-Дију, док се месец дана касније почела емитовати у САД.
У Србији, Црној Гори, Републици Македонији и у неким деловима Босне и Херцеговине цртана серија је синхронизована кренула са емитовањем на телевизији Хепи у 2014. до 2015 а од 2024 године. на Декси ТВ и Пикабу каналу. Синхронизоване су све епизоде и емитоване. Синхронизацију је радио студио телевизије Хепи и Студио. Нема DVD издања.